# Postcomunisme

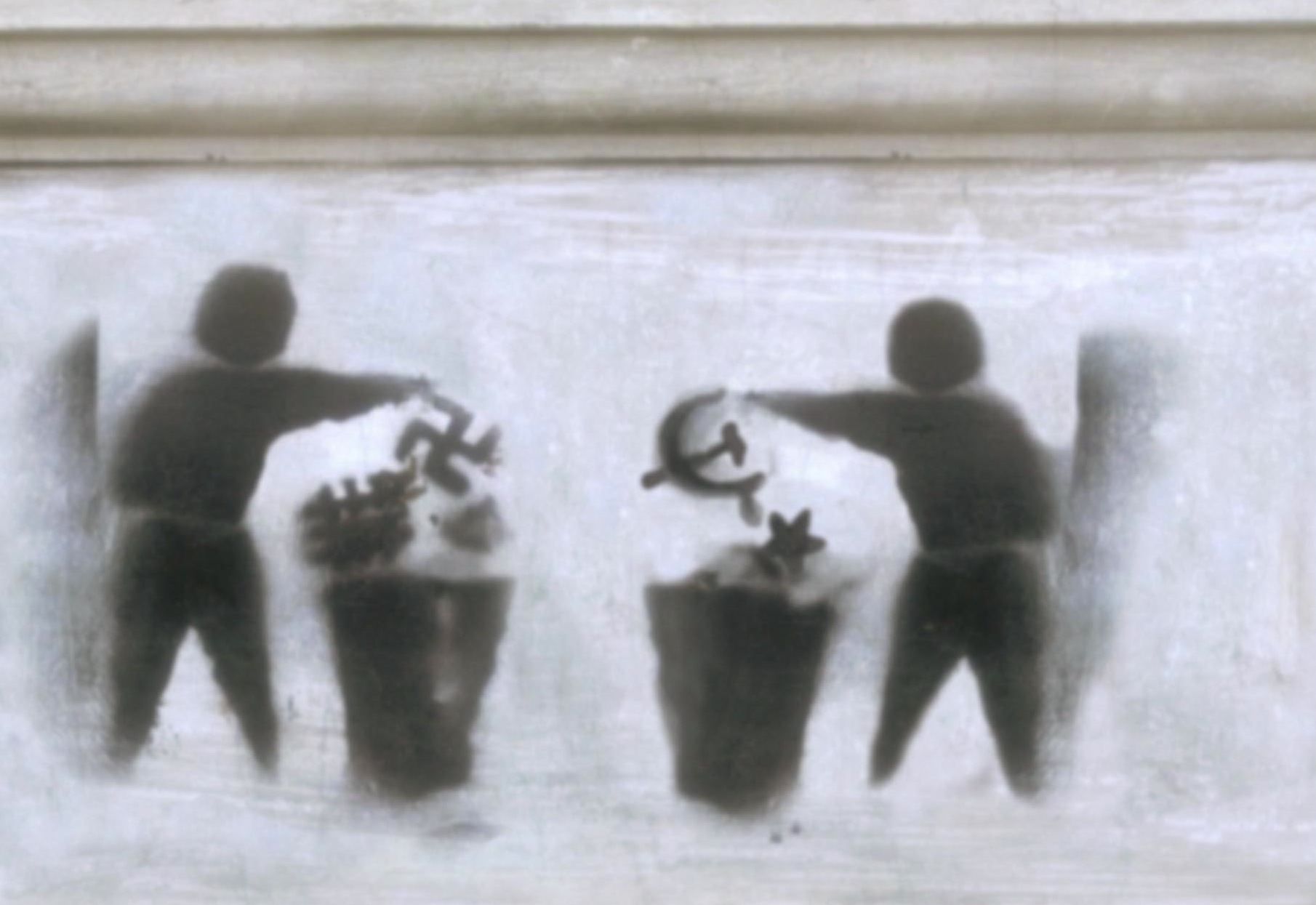
Una pintura en una paret de Bucarest que mostra l'antitotalitarisme.

Postcomunisme és el període de transformació política i econòmica o "transició" en els antics estats comunistes situats en parts d'Europa i Àsia, en els quals els nous governs estan encaminats a crear economies lliures capitalistes orientades al mercat.
Significa una fase política en la qual els partits comunistes duen a terme un procés de revisió ideològica que els porta a abandonar la perspectiva marxista i acostar-se a les forces de l'esquerra democratico-reformista tradicional: el socialisme democràtic, la socialdemocràcia i l'esquerra cristiana.

## Política
Les polítiques de la majoria dels partits comunistes, tant a l'Est com al Bloc Occidental havien estat governades per l'exemple de la Unió Soviètica. En la majoria dels països al bloc de l'Est, després de la caiguda dels governs comunistes portada el 1989, els partits comunistes es van dividir en dues faccions: un partit socialdemòcrata reformista i un nou partit comunista, d'orientació menys reformista. Els partits socialdemòcrates de nova creació eren generalment més grans i més poderosos que els partits comunistes que van quedar; només a Belarús, el Kazakhstan, Moldàvia, Rússia i Tadjikistan els partits comunistes van continuar sent una força significativa.
Els socialdemòcrates excomunistes van guanyar creixent popularitat quan la transició al capitalisme va començar a causar problemes econòmics com la pobresa i la desocupació. Gairebé tots ells van guanyar les eleccions nacionals en els seus respectius països almenys una vegada en els últims 15 anys.
Al bloc occidental, molts dels partits polítics autodenominats comunistes, van reaccionar canviant les seves polítiques per a un curs més moderat i menys radical. A països com Itàlia i l'Alemanya reunificada, el postcomunisme està marcat per l'augment de la influència dels seus socialdemòcrates existents. Els partits antisoviètics comunistes al bloc occidental (per exemple, els partits trotskistes), que sentien que la caiguda de la Unió Soviètica va reivindicar les seves opinions i prediccions, no van prosperar, per la qual cosa, alguns es van tornar menys radicals també.

## Economia
Diversos estats comunistes havien estat objecte de reformes econòmiques d'una economia planificada a una economia més orientada al mercat en la dècada de 1980. La transició econòmica postcomunista va ser molt més abrupta i destinada a crear economies plenament capitalistes.
Tots els països amb aquest règim, han abandonat les eines tradicionals de control econòmic comunista, i s'han traslladat, amb major o menor èxit, cap a sistemes de lliure mercat. A pesar que alguns (incloent Charles Paul Lewis) subratllen l'efecte benèfic de la inversió multinacional, les reformes han tingut importants conseqüències negatives que encara persisteixen.
La mitjana del nivell de vida va registrar una caiguda catastròfica en la dècada de 1990 en moltes parts de l'antiga Comecon sobretot en l'antiga Unió Soviètica, i van començar a recuperar-se de nou només cap al final de la dècada.
- Algunes poblacions són encara més pobres avui que el 1989 (per exemple, Ucraïna, Moldàvia i Sèrbia). No obstant això, uns altres s'han recuperat considerablement més enllà d'aquest llindar (per exemple, Romania, Polònia, Hongria i la República Txeca).

- Alguns, com Eslovàquia, Estònia, Letònia i Lituània, van gaudir d'un auge econòmic (Tigres bàltics), encara que tots han sofert des de la recessió de 2009.

Avui dia, la majoria dels països postcomunistes d'Europa tenen economies mixtes, encara que s'argumenta que alguns (com Romania, Eslovàquia i Estònia, amb les seves taxes d'impostos planes) són en realitat més capitalistes que el Bloc Occidental.
L'economia d'Armènia, com la d'altres ex estats de la Unió Soviètica, va sofrir les conseqüències d'una economia de planificació centralitzada i el col·lapse dels patrons comercials de l'ex Unió Soviètica. Un altre aspecte important de la dificultat de mantenir-se en peus després del col·lapse és que la inversió i el finançament que arribaven a la indústria armènia des de la Unió Soviètica s'han anat deixant només en unes poques grans empreses en funcionament. A més, es continuen sentint les seqüeles del terratrèmol d'Armènia de 1988. A pesar que s'ha establert un alto-el-foc des de 1994, la disputa amb l'Azerbaidjan sobre Alt Karabakh no s'ha resolt. Atès que Armènia depenia en gran manera del subministrament extern d'energia i de la majoria de les matèries primeres en aquest moment, el tancament resultant de les fronteres de l'Azerbaidjan i Turquia ha devastat l'economia. Durant 1992-1993, el PIB havia caigut al voltant del 60% des del seu pic en 1989. Pocs anys després de l'adopció de la moneda nacional, el dram en 1993, va experimentar una hiperinflació.
A partir de 2021, es considera que la majoria dels països postcomunistes d'Europa tenen economies mixtes, encara que alguns com Estònia, Romania i Eslovàquia sovint adopten polítiques de lliure mercat més tradicionals, com a taxes impositives fixes, que el bloc occidental. Tendències econòmiques associades amb el postcomunisme inclouen desnacionalització, la hiperinflació, la liberalització, el neoliberalisme i la privatització. Un repte fonamental en les economies postcomunistes és que les pressions institucionals que reflecteixen la lògica del capitalisme i la democràcia s'exerceixen sobre les organitzacions (incloses les empreses i agències governamentals) que es van crear sota el comunisme i que són, avui dia, a càrrec dels administradors socialitzats en aquest context, la qual cosa resulta en una gran quantitat de tensió contínua en les organitzacions als estats postcomunistes.